# Richard Skinner

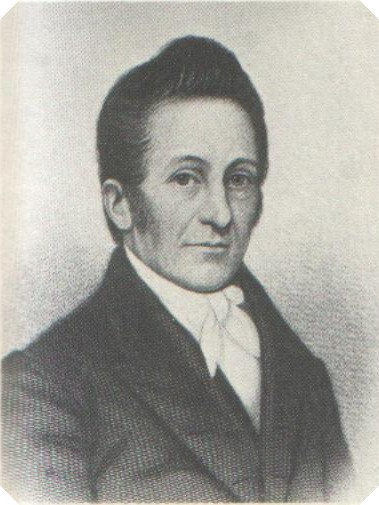
Richard Skinner

Richard Skinner, född 30 maj 1778 i Litchfield, Connecticut, död 23 maj 1833 i Manchester, Vermont, var en amerikansk jurist och politiker (demokrat-republikan). Han var ledamot av USA:s representanthus 1813–1815. Han var den nionde guvernören i delstaten Vermont 1820–1823.
Skinner studerade juridik i Litchfield. Han flyttade 1800 till Vermont och inledde sin karriär som advokat. Han arbetade sedan som domare och som åklagare i Bennington County. Han blev invald i representanthuset i kongressvalet 1812. Han kandiderade utan framgång till omval efter en mandatperiod i representanthuset. Han var domare i Vermonts högsta domstol 1815–1816.
Skinner efterträdde 1820 Jonas Galusha som guvernör. Han efterträddes 1823 av Cornelius P. Van Ness. Skinner tjänstgjorde sedan som chefsdomare i Vermonts högsta domstol 1823–1828.
Skinner var kongregationalist. Han gravsattes på Dellwood Cemetery i Manchester, Vermont.